# Rottenburg am Neckar
Rottenburg am Neckar är en stad  i Landkreis Tübingen i det tyska förbundslandet Baden-Württemberg. Orten har cirka 44 800 invånare, på en yta av 142,27 kvadratkilometer.
Staden ingår i kommunalförbundet Rottenburg am Neckar tillsammans med kommunerna Hirrlingen, Neustetten och Starzach.
Rottenburg am Neckar består av följande Stadtteile:
- Rottenburg (Kernstadt)
- Bad Niedernau
- Baisingen
- Bieringen
- Dettingen
- Eckenweiler
- Ergenzingen
- Frommenhausen
- Hailfingen
- Hemmendorf
- Kiebingen
- Obernau
- Oberndorf
- Schwalldorf
- Seebronn
- Weiler
- Wendelsheim
- Wurmlingen

## Befolkningsutveckling
| Befolkningsutvecklingen i Rottenburg am Neckar 1975–2015 | Befolkningsutvecklingen i Rottenburg am Neckar 1975–2015 | Befolkningsutvecklingen i Rottenburg am Neckar 1975–2015 | Befolkningsutvecklingen i Rottenburg am Neckar 1975–2015 | Befolkningsutvecklingen i Rottenburg am Neckar 1975–2015 |
| -------------------------------------------------------- | -------------------------------------------------------- | -------------------------------------------------------- | -------------------------------------------------------- | -------------------------------------------------------- |
|                                                          |                                                          |                                                          |                                                          |                                                          |
| År                                                       |                                                          |                                                          | Folkmängd                                                | Areal (ha)                                               |
| 1975                                                     | 1975                                                     |                                                          | 30 583                                                   | 14 227                                                   |
| 1980                                                     | 1980                                                     |                                                          | 31 770                                                   |                                                          |
| 1985                                                     | 1985                                                     |                                                          | 32 934                                                   |                                                          |
| 1990                                                     | 1990                                                     |                                                          | 36 006                                                   |                                                          |
| 1995                                                     | 1995                                                     |                                                          | 39 689                                                   | 14 226                                                   |
| 2000                                                     | 2000                                                     |                                                          | 41 336                                                   |                                                          |
| 2005                                                     | 2005                                                     |                                                          | 42 861                                                   | 14 225                                                   |
| 2010                                                     | 2010                                                     |                                                          | 42 501                                                   | 14 227                                                   |
| 2015                                                     | 2015                                                     |                                                          | 43 278                                                   |                                                          |
|                                                          |                                                          |                                                          |                                                          |                                                          |